# Guttaring
Guttaring osztrák mezőváros Karintia Sankt Veit an der Glan-i járásában. 2016 januárjában 1444 lakosa volt.

## Elhelyezkedése

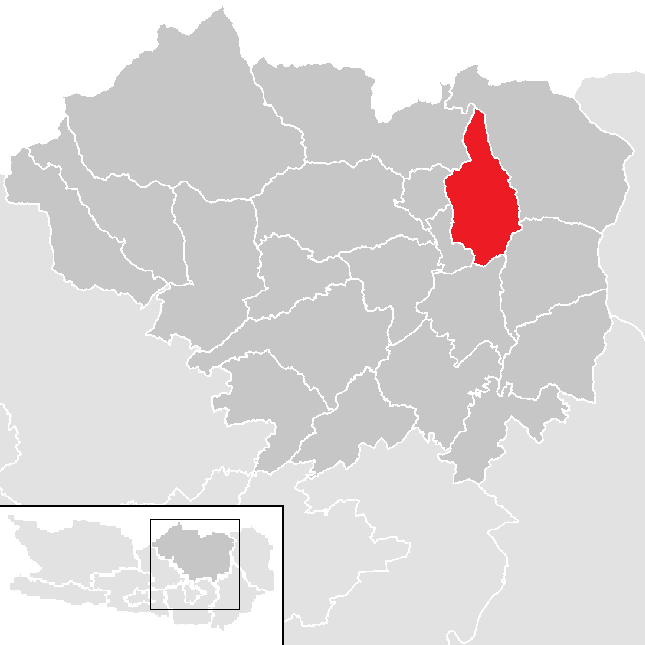
Guttaring a Sankt Veit-i járásban

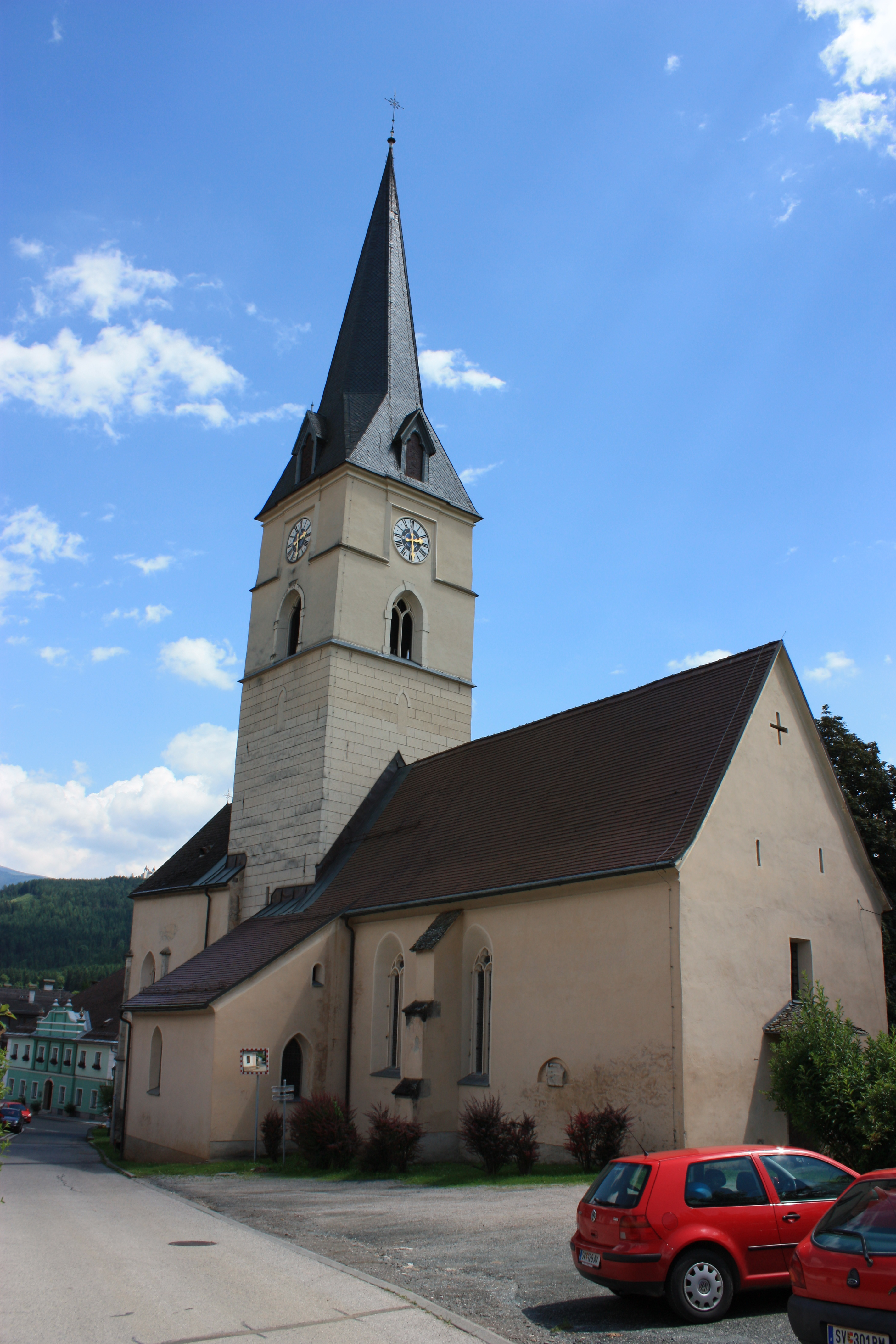
A Szt. Rupert-templom

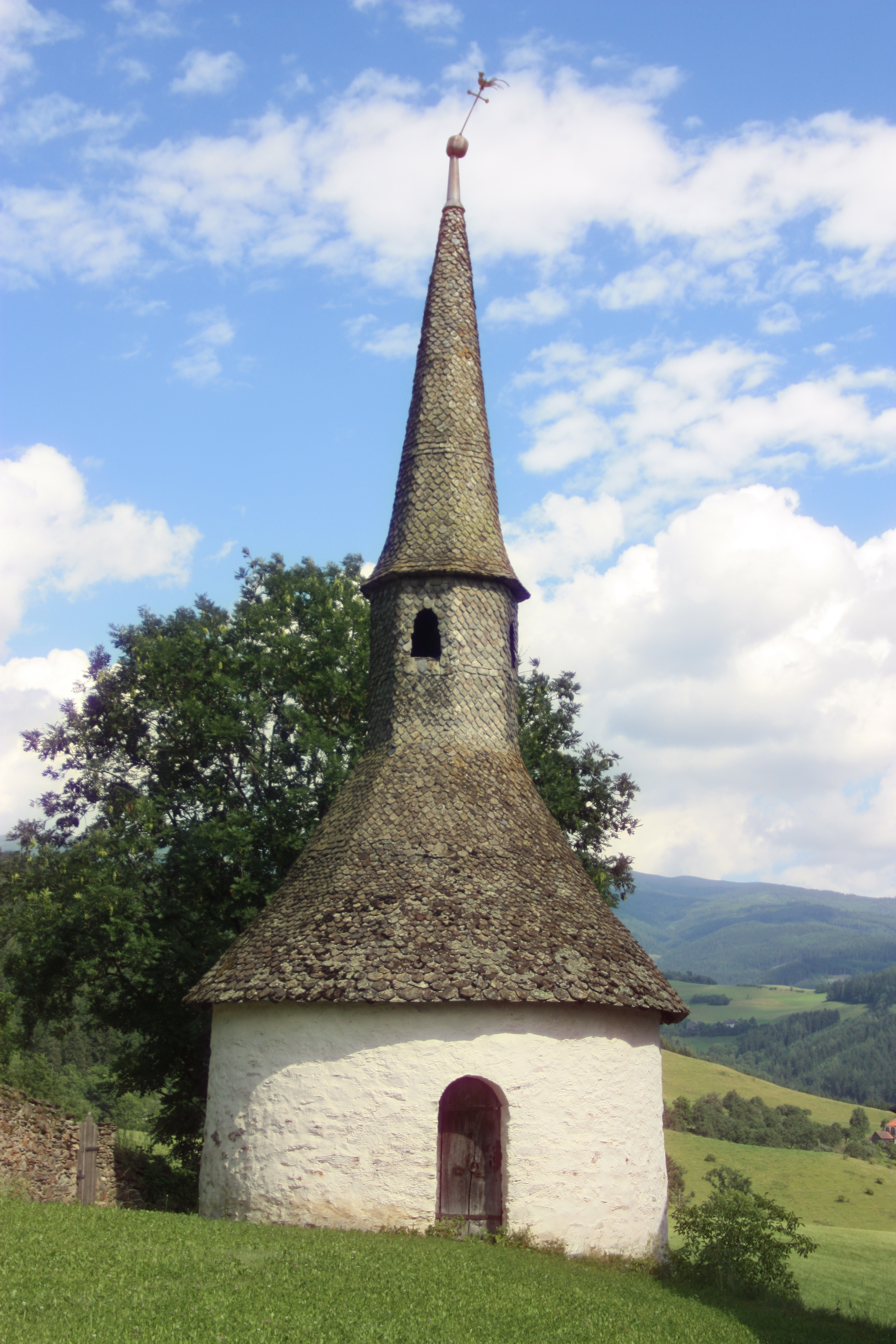
A deinsbergi templom csontkamrája

Guttaring Karintia északkeleti részén fekszik, a Gurk és a Görtschitz folyók völgye közötti Guttaringi-medencében. Az önkormányzat 24 falut és más települést fog össze: Baierberg (49 lakos), Dachberg (13), Deinsberg (65), Dobritsch (1), Gobertal (7), Guttaring (866), Guttaringberg (74), Höffern (16), Hollersberg (76), Maria Hilf (7), Oberstranach (1), Rabachboden (20), Ratteingraben (25), Sankt Gertruden (26), Schalkendorf (5), Schelmberg (29), Schrottenbach (0), Sonnberg (6), Übersberg (99), Urtl (36), Urtlgraben (52), Verlosnitz (8), Waitschach (21), Weindorf (14). 
A környező települések: északkeletre Hüttenberg, délkeletre Klein Sankt Paul, délre Kappel am Krappfeld, délnyugatra Althofen, nyugatra Micheldorf, északnyugatra Friesach.

## Története
Deinsbergben római kori leletek és feliratok tanúsága szerint már abban a korban létezett egy település, valamivel magasabban a mai faluközpontnál, mert akkor ott mocsár volt. 
A 10. században a terület a salzburgi érsek tulajdonába került, aki Guttaringba költöztette helyi képviselőjét és az itteni templom volt az egész felső Görtschitz-völgy vallási központja. 1201 augusztusában II. Eberhard érsek és Bernhard von Spanheim karintiai herceg részvételével szinódust tartottak a településen. 
A szomszédos Hüttenberg vasércbányája miatt Guttaring is a vaskereskedelem fontos köztes állomásává vált. 1834-ben itt is megkezdődött az érc feldolgozása egy akkor újdonságnak számító áramlásos kohó megépítésével. 1346-ban a falu védelmére torony épült, amelynek romjai ma is láthatóak. 1348-ban súlyos károkat okozott az egész Karintiát megrázó földrengés. A 15. század végén a törökök több pusztító betörést intéztek Dél-Ausztriába, 1483-ban pedig sáskajárás sújtotta a régiót. 1348-ban és 1715-ben pestis dúlt a környéken, utóbb esetben Guttaringban 399-en haltak meg. 1542-ben Ernst érsek mezővárosi jogokat adományozott a településnek. 
Az önkormányzat 1850-ben jött létre. 1865-ben hozzácsatolták Waitschachot, 1973-ban pedig a felszámolt wietingi önkormányzat egy kisebb részét. 

## Lakosság
A guttaringi önkormányzat területén 2016 januárjában 1444 fő élt, ami visszaesést jelent a 2001-es 1565 lakoshoz képest. Akkor a helybeliek 97,5%-a volt osztrák, 1%-a pedig német állampolgár. 90,2%-uk katolikusnak, 3,1% evangélikusnak, 5,2% pedig felekezeten kívülinek vallotta magát. 

## Látnivalók
- a guttaringi román-gótikus stílusú Szt. Rupert-plébániatemplomot először 1160-ban említik. Főoltára barokk stílusú.
- Dobritsch temploma
- a deinsbergi templomban a 60-as évekbeli restaurálás során középkori freskókat tártak fel. Mellette kerek csontkamra található.
- a Mária segíts-zarándoktemplom a Guttaring fölötti hegyen
- Waitschach késő gótikus temploma
- 16. századi kohó maradványai
- a Guttaring és Gertraud közötti ún "kőlencsemezőn" nummuliteszek fosszíliáit lehet találni.

## Fordítás
- Ez a szócikk részben vagy egészben  a   Guttaring című német Wikipédia-szócikk ezen változatának fordításán alapul.  Az eredeti cikk szerkesztőit annak laptörténete sorolja fel. Ez a jelzés csupán a megfogalmazás eredetét és a szerzői jogokat jelzi, nem szolgál a cikkben szereplő információk forrásmegjelöléseként.